# Швейцарська література
Швейцарська література — література Швейцарії написана однією з чотирьох державних мов країни: німецькою (а також швейцарським діалектом німецької), французькою, італійською та ретороманською. Письменники з різних частин країни належать до спілки «Авторки та автори Швейцарії». Серед швейцарських письменників є два нобелівські лауреати: Карл Шпіттелер та Герман Гессе.

## Німецькомовна література

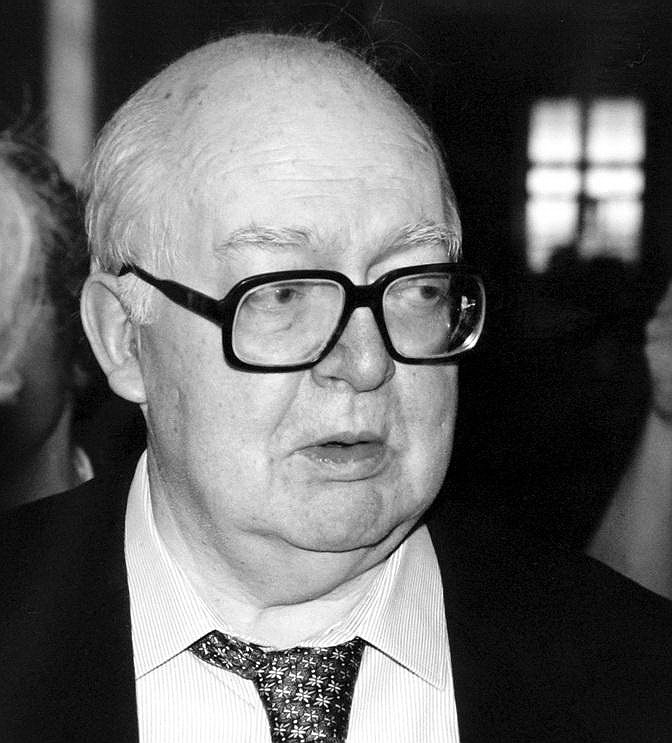
Фрідріх Дюрренматт

В швейцарських монастирях були написані деякі з перших німецькомовних текстів для пасхальних сценок та різдвяних вертепів. В Цюриху був написаний Манесський кодекс. В XVI ст. Егідіус Чуді написав «Швейцарську хроніку», яка стала основою для п'єси Шиллера «Вільгельм Тель». В німецькомовному просторі впливовими були також швейцарські поети Альбрехт фон Галлер (вірш «Альпи»), Йоганн Якоб Бодмер та Йоганн Якоб Брайтінгер. Важливим романом XVIII ст. став «Лінгард та Ґертруд» Йоганна Генріха Песталоцці. «Ідилії» Саломона Геснера були читаними у всій Європі.
В XIX ст. класиками реалізму стали Єремія Ґоттхельф, Готфрид Келлер та Конрад Фердинанд Маєр. Популярною письменницею стала Йоганна Шпірі класичні книги світової дитячої літератури про Гайді.
Під час Першої світової війни в Цюриху був заснований художній рух дадаїстів, серед письменників цього руху були Гюго Валь та Трістан Цара.
1919 року швейцарський письменник Карл Шпіттелер був нагороджений Нобелівською премією з літератури. 1946 року таку ж нагороду одержав Герман Гессе, народжений в Німеччині, але громадянин Швейцарії. Класиком німецькомовного модернізму вважається Роберт Вальзер.
Найвідомішими швейцарськими авторами після Другої світової війни стали Макс Фріш та Фрідріх Дюрренматт.
Серед сучасних німецькомовних швейцарських авторів: Еріка Буркарт, Штефан Генні, Томас Гюрліман, Зое Жені, Кристіан Крах, Гуго Льотшер, Курт Марті, Пауль Ніцон, Ален Клод Зульцер, Мартін Зутер, Вальтер Фогт, Петер Вебер, Урс Відмер та Матіас Цшокке.

## Французькомовна література

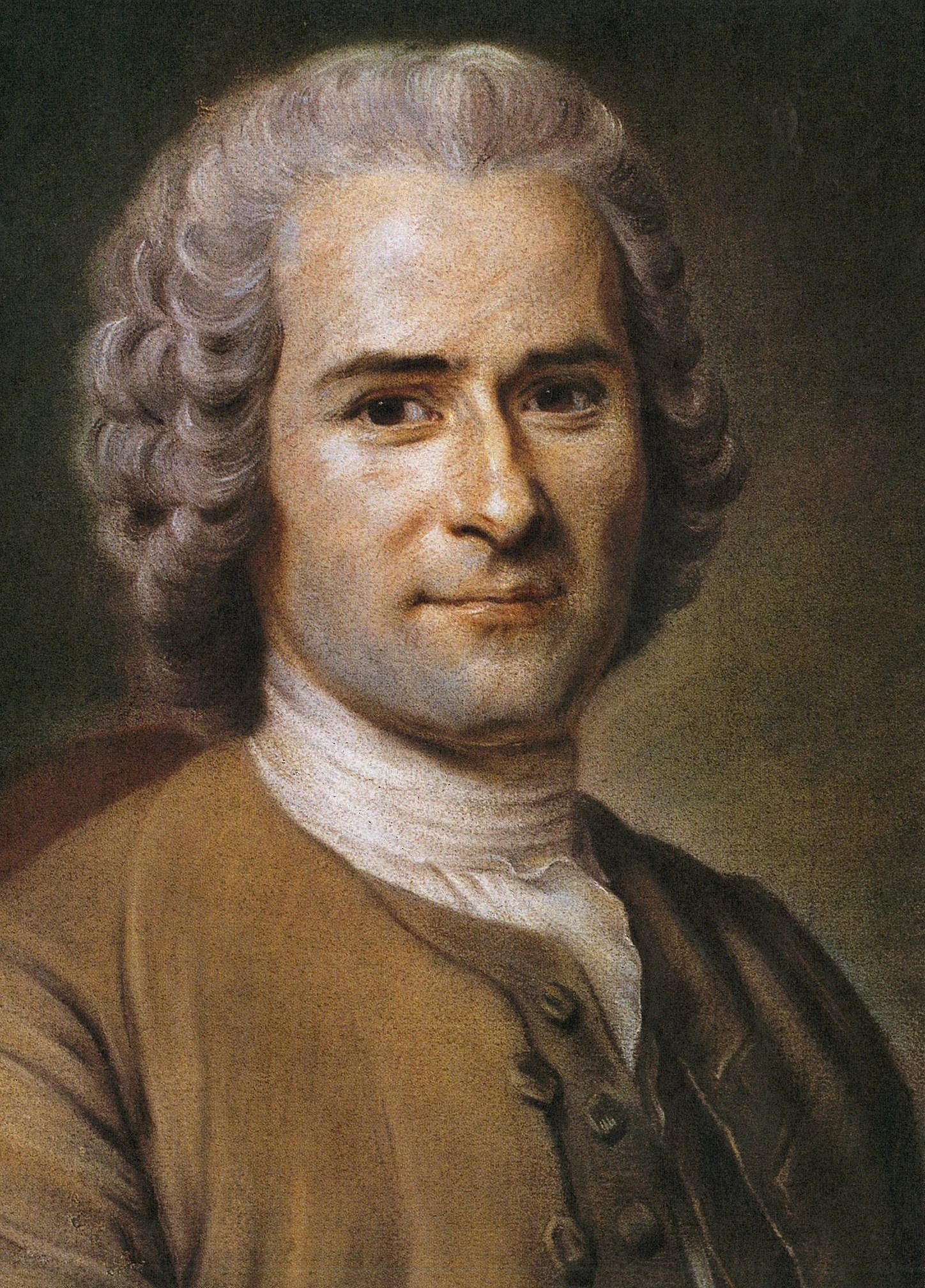
Жан-Жак Руссо

## Ретороманська література

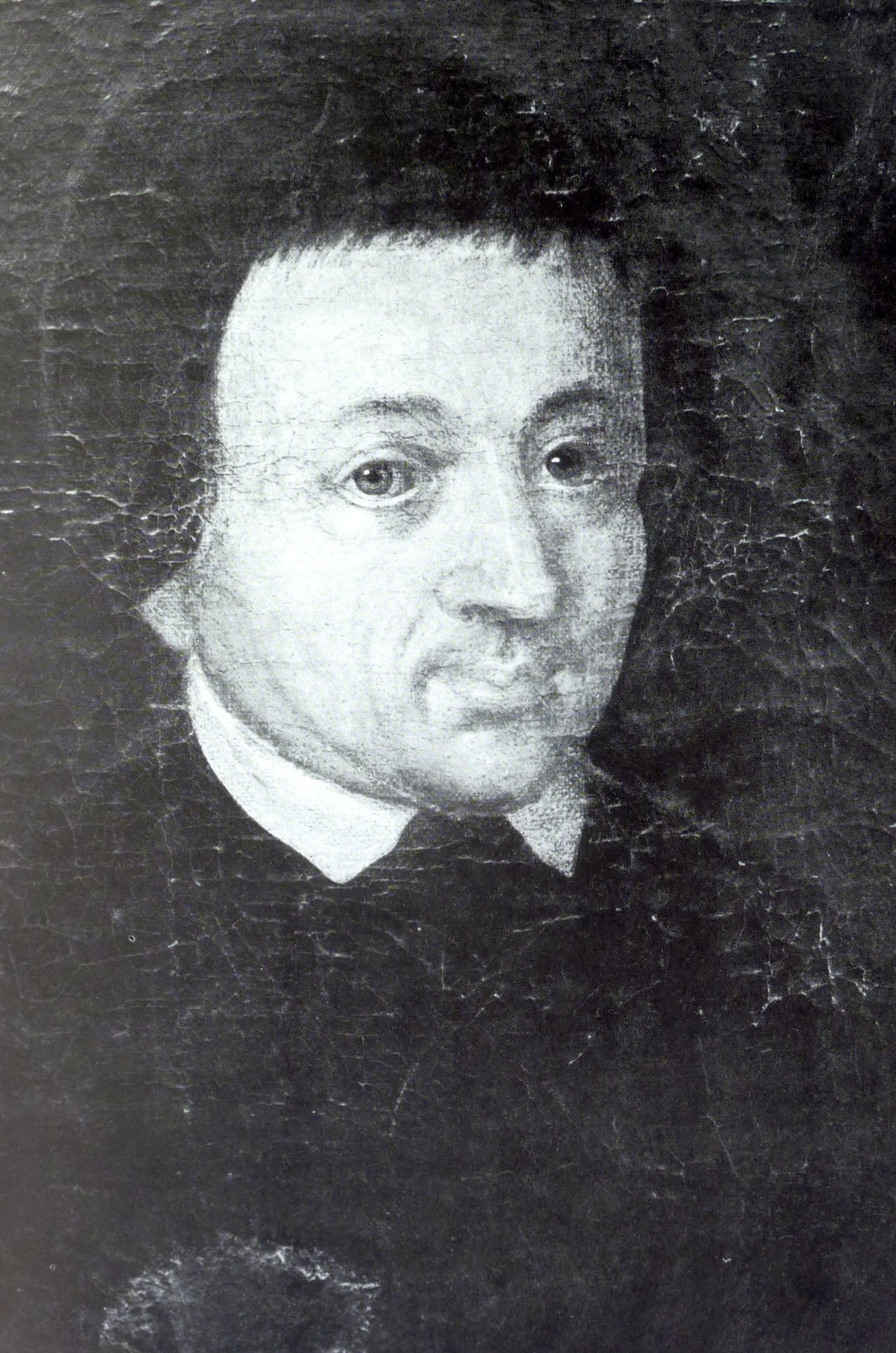
Пласідус а Спеша